# The Blank Generation
The Blank Generation es la primera publicación de "películas caseras" y de D.I.Y sobre el nacimiento punk rock en la ciudad de Nueva York en los años 70. Fue filmado por Amos Poe y Ivan Kral, el legendario guitarrista de Iggy Pop, Blondie y Patti Smith.

## Sinopsis
Los directores y productores Ivan Kral y Amos Poe, cineasta del género No Wave retrataron la actual escena local de los años 70, antes de que los músicos que inspiraron al punk con su proto punk como Iggy Pop, Patti Smith,Television, Talking Heads, New York Dolls y los pioneros del punk rock se convirtieran en iconos de dicho género, como lo son Ramones, Blondie, Richard Hell & The Voidoids, Johnny Thunders & The Heartbrakers, The Shirts, Wayne County, The Miamis, Tuff Darts, entre otros, todas estas bandas participaban en el mítico club CBGB de Nueva York en Estados Unidos .
Las locaciones del el rodaje incluyeron el Max's Kansas City, Bottom Line, Bowery, y el Lower East Side.

## Reparto
- Richard Hell
- Patti Smith Group
- Television
- Ramones
- The Heartbreakers
- Talking Heads
- Blondie
- Harry Toledo
- Marbles
- Tuff Darts
- Wayne County
- The Miamis
- New York Dolls
- The Shirts

## Músicos
Los músicos que aparecen en la película incluyen a: Joey Ramone, Debbie Harry, Richard Hell, Patti Smith, Johnny Thunders, David Byrne, Tom Verlaine, David Johansen, Wayne County, Tommy Ramone, Lenny Kaye, Dee Dee Ramone, Chris Stein, Fred Smith, Johnny Ramone, Ivan Kral, Robert Gordon, Richard Lloyd, Tina Weymouth, Walter Lure, Jeff Salen, Annie Golden, Jayne County, Chris Frantz, Jimmy Destri, Lizzy Mercier Descloux, Gary Valentine, Clem Burke, Arthur Kane, Syl Sylvain, Jerry Nolan, Jay Dee Daugherty, Richard Sohl, Billy Ficca, Hilly Kristal entre otros.